# Vultur negru
Vulturul negru sau vulturul pleșuv negru sau vulturul pleșuv brun  (Aegypius monachus) este o pasăre răpitoare de zi de talie foarte mare, din familiei Accipitridae. Este cea mai mare pasăre răpitoare din Europa. Lungimea sa este de 100–115 cm și are o greutate de 7000-14000 g, iar anvergura aripilor 220–290 cm. Este o pasăre sedentară, răspândita sporadic în zonele împădurite de deal și montane. Aria de prezența a vulturului negru se întinde de la Peninsula Iberică până la Mongolia orientală. În Europa, distribuția sa este foarte fragmentată, deoarece acesta a dispărut din numeroase regiuni în secolul trecut. Cuibărește în principal în Spania continentală și insula Mallorca din Baleare, precum și în Turcia; de asemenea și în țările din Caucaz, Grecia, Bulgaria și Portugalia, a fost reintrodus în Franța.
Cu excepția taliei, dimorfism sexual este absent, masculul ajunge în medie la 93% din talia femelei. Penajul este în întregime de culoare cafeniu închis, cu vârsta devine mai deschis la culoare. Capul cu un aspect golaș, acoperit cu un  puf delicat cenușiu sau albicios. Gulerul de pene din jurul gâtului, de aceeași culoare ca și penajul, se întinde de multe ori până în vârful capului. Remigele sunt de culoare cafeniu închise. Ghearele sunt cenușiu-albăstrui. Tarsurile sunt în mare parte acoperite cu pene și foarte pufoase. Păsările tinere au un penaj mai închis și mai uniform. În zbor, vulturul negru se recunoaște prin talia sa mare, aripile foarte mari și profund digitate și coada cuneiformă.
Este o pasăre solitară sau se adună în colonii dispersate. Atinge maturitatea sexuală la vârsta de 5-6 ani. Cuibul este amplasat în copaci la 3–12 m înălțime, mai rar pe stânci. Cuibul este o construcție voluminoasă, până la 2 metri în diametru, făcut din crengi. Femela depune un ou prin februarie-aprilie. Oul este alb sau brun-ruginiu, cu desene castaniu-roșcate. Clocitul este asigurat de ambele sexe și durează 50-55 de zile. Puii sunt nidicoli, hrăniți cu carnea regurgitată de părinți. Pot zbura la circa 100 de zile, însă sunt dependenți de părinții pentru încă 2-3 luni.
Vulturul negru este un necrofag strict și se hrănește în principal cu leșuri de ungulate domestice. Cadavrele de oi moarte constituie o parte esențială din hrana sa. Hrana sa include și animale mici moarte (lagomorfe, mustelide), dar și cadavre de ungulate sălbatice mari, mai rar păsări, reptile și insecte.
Este o specie dispărută definitiv de pe teritoriul României și Republicii Moldova. În România era o specie comună la sfârșitul secolului XIX, care cuibărea în Carpați și munții Dobrogei, dar a dispărut în prima parte a secolului XX.